# Айкут, Имрен
Имрен Айкут (род. 1940) — турецкая экономистка и государственный деятель.

## Биография
Родилась в 1940 году в Козане. Окончила начальную школу имени Ататюрка, затем лицей для девочек в Адане. В 1964 году окончила экономический факультет Стамбульского университета.
Затем училась в Оксфордском университете в Англии, изучала отношения между работником и работодателем, трудовые отношения и профсоюзы. После этого училась в университете Осло в Норвегии по программе «участие работников в управлении предприятием». В дальнейшем она занималась различными исследованиями при конфедерации союзов и департаменте труда в Великобритании. Получила в Турции степень доктора философии за работу «Обменные курсы для работников (вне Турции) и их анализ с точки зрения экономики Турции».
Айкут занимала в двух профсоюзах должность руководителя отдела по коллективным трудовым спорам в 1964—1975 годах, специалиста по отношениям между работником и работодателем в 1975-76 годах и генерального секретаря профсоюза работников бумажного производства.

### Политическая карьера
В 1983 году приняла участие в создании националистической демократической партии. После роспуска НДП в 1986 году вступила в партию Отечества.
С 1983 по 1999 годы занимала должность члена Великого национального собрания Турции. Занимала должность министра труда и социального обеспечения в правительствах Тургута Озала и Йылдырыма Акбулута. Также занимала должность государственного министра в двух кабинетах Месута Йылмаза. С 30 июня 1997 по 11 января 1999 — министр общественных работ и жилищного строительства.